# Beta-blokátor

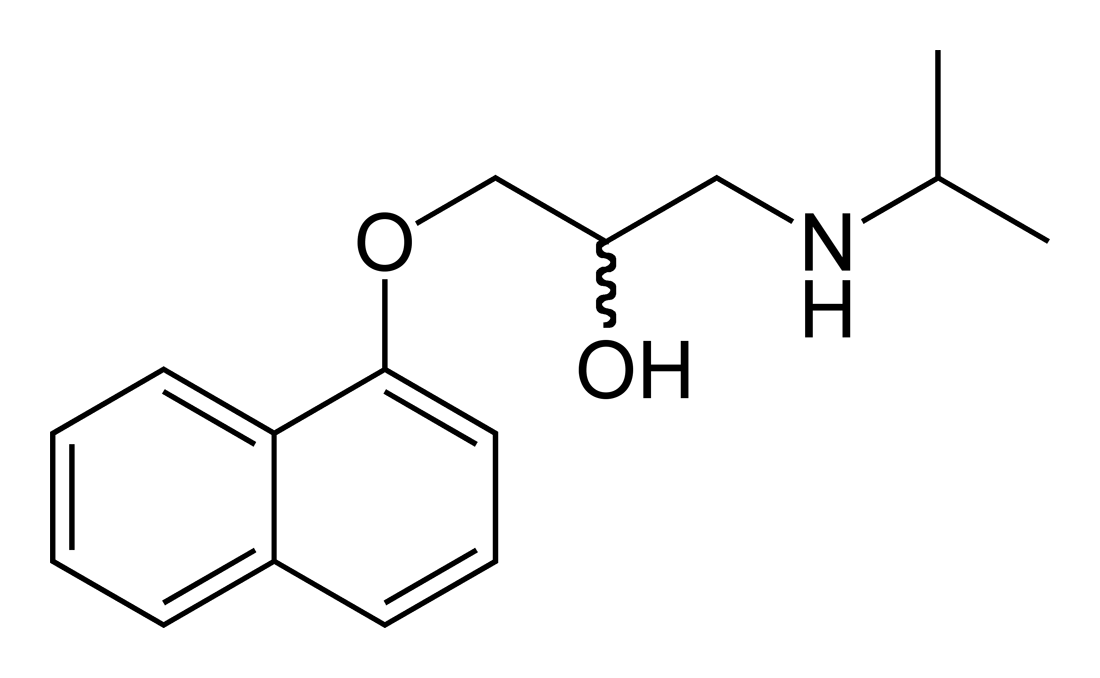
Propranolol, první komerčně úspěšný β-blokátor

Beta-blokátory (ATC kód C07, β-blokátory) představují skupinu léčiv cílených na β-adrenergní receptor. Tyto receptory se nacházejí na povrchu buněk srdeční a hladké svaloviny, na stěnách dýchacích cest a tepen, v ledvinách i v dalších tkáních, jež jsou napojeny na sympatický nervový systém a jsou v okamžiku stresu aktivovány adrenalinem. Beta-blokátory jsou schopné bránit vazbě adrenalinu (a dalších hormonů) na tyto receptory a bránit tak účinkům těchto hormonů na lidský organismus.
Tato vlastnost z nich dělá vhodná léčiva pro pacienty se srdeční arytmií (pro prevenci opakovaného srdečního infarktu) či vysokým krevním tlakem.

## Historie
První klinicky použitelné beta-blokátory popsal roku 1962[nedostupný zdroj] sir James W. Black — propranolol a pronethalol. Tato léčiva vyvolala revoluci v léčbě anginy pectoris a podle některých objev sira Blacka představuje jeden z nejdůležitějších objevů klinické medicíny a farmakologie 20. století.

## Mechanismus účinku
Beta-blokátory brání účinku přirozených tělních katecholaminů – adrenalinu a noradrenalinu. Tyto látky se za normálních okolností vážou na β-adrenergní receptor, součást sympatického nervového systému, jenž má na starosti odpověď „fight or flight“ (v překladu „bojuj či uteč“). Jsou známy tři typy β-adrenergních receptorů – β1, β2 a β3. β1-adrenergní receptory se nacházejí hlavně v srdci a v ledvinách. β2-adrenergní receptory dominují v plicích, trávicí soustavě, játrech, děloze, hladké svalovině cév a v příčně pruhované svalovině. β3-adrenergní receptory jsou typické pro tukové buňky. Beta-blokátory mohou účinkovat neselektivně na všechny tyto skupiny receptorů, anebo jsou specifické pro jednu z těchto skupin.